# Tratado Harris

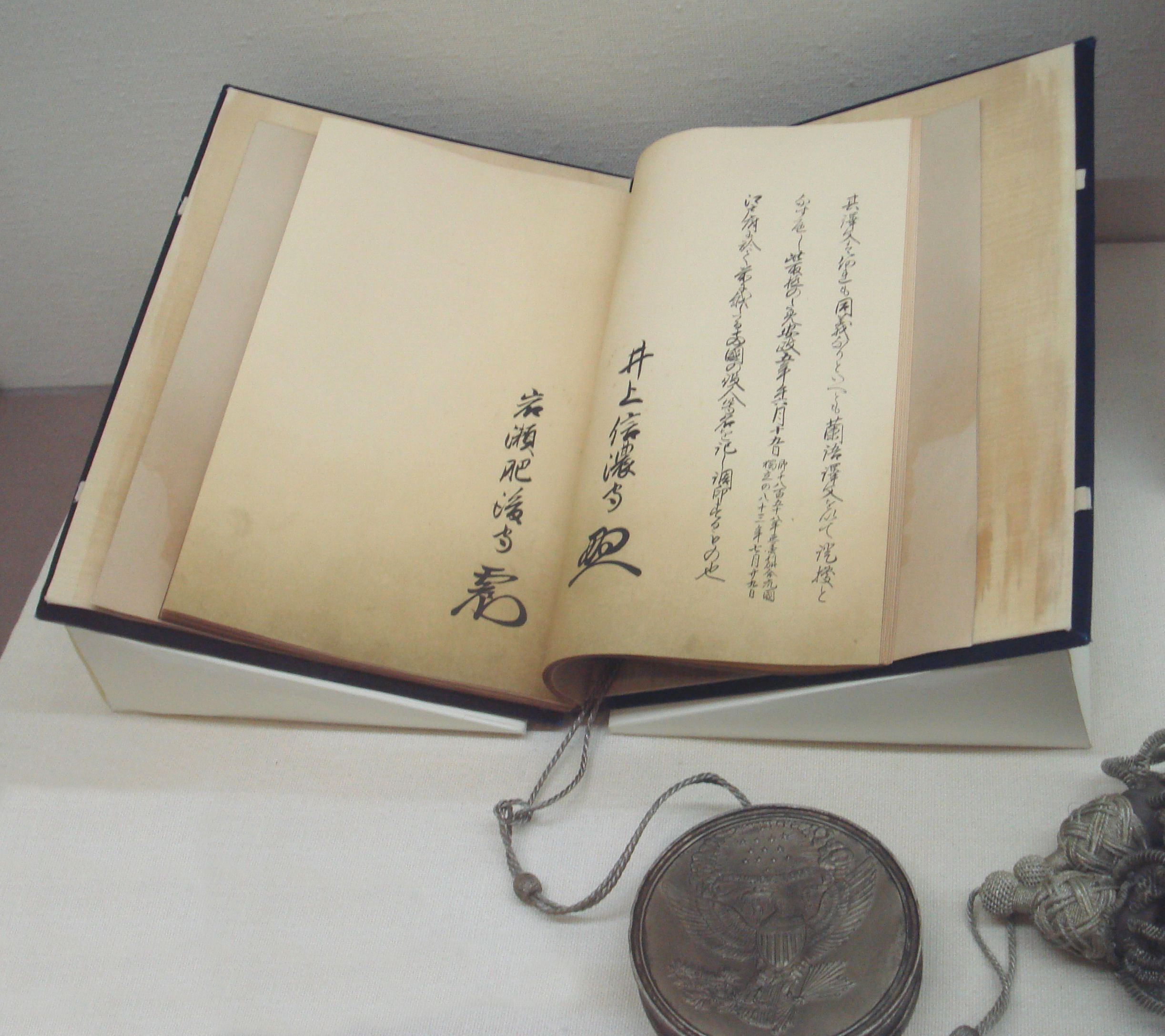
Tratado de Amistad y Comercio entre Japón y los Estados Unidos, o "Tratado Harris", 29 de julio de 1858.

El Tratado Harris, también llamado Tratado de amistad y comercio (日米修好通商条約 Nichibei Shūkō Tsūshō Jōyaku?), fue un acuerdo entre los Estados Unidos y Japón firmado en el Templo Ryōsen-ji, en Shimoda, el 29 de julio de 1858. Permitió la apertura de los puertos de Edo y de otras cuatro ciudades japonesas al comercio estadounidense y le garantizó la extraterritorialidad a los extranjeros, entre otras estipulaciones. 

## El tratado

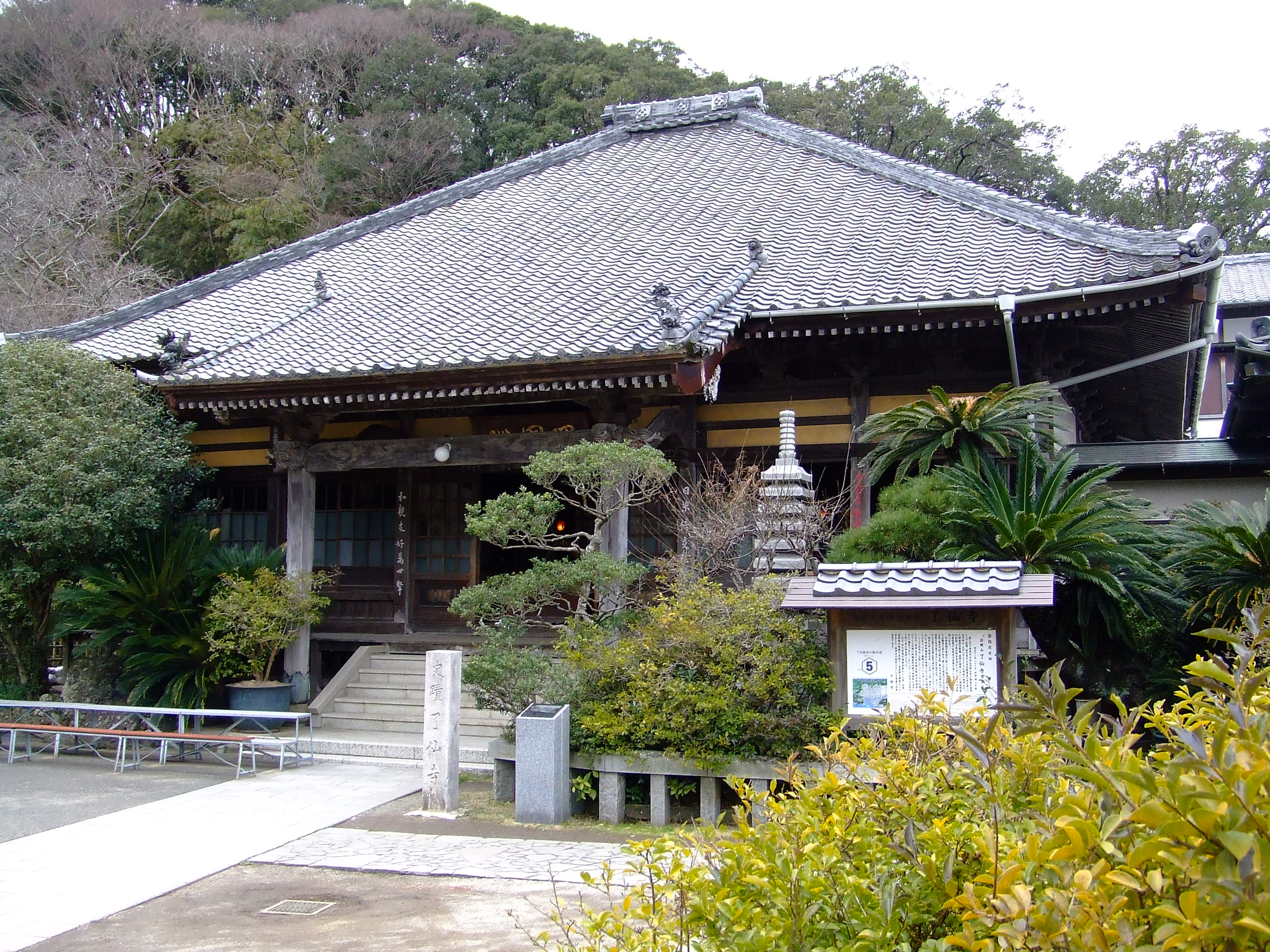
El Templo Ryōsen-ji en Shimoda, donde se firmó el Tratado Harris.

El tratado fue concretado después de la Convención de Kanagawa, celebrada en 1854, que garantizó la apertura de varios puertos japoneses al comercio estadounidense y permitió la creación de un cónsul permanente en Japón. Aunque el Comodoro Matthew Perry había asegurado el abastecimiento de combustible y protección para los buques norteamericanos, le dejó la importante tarea de los derechos comerciales a Townsend Harris, otro enviado de los Estados Unidos que negoció con el shogunato Tokugawa; el tratado es, por lo tanto, conocido como el "Tratado Harris". Llevó dos años romper la resistencia japonesa de Kōmei Tennō, pero ante la amenaza de las inminentes demandas británicas por privilegios similares, el gobierno Tokugawa finalmente capituló.

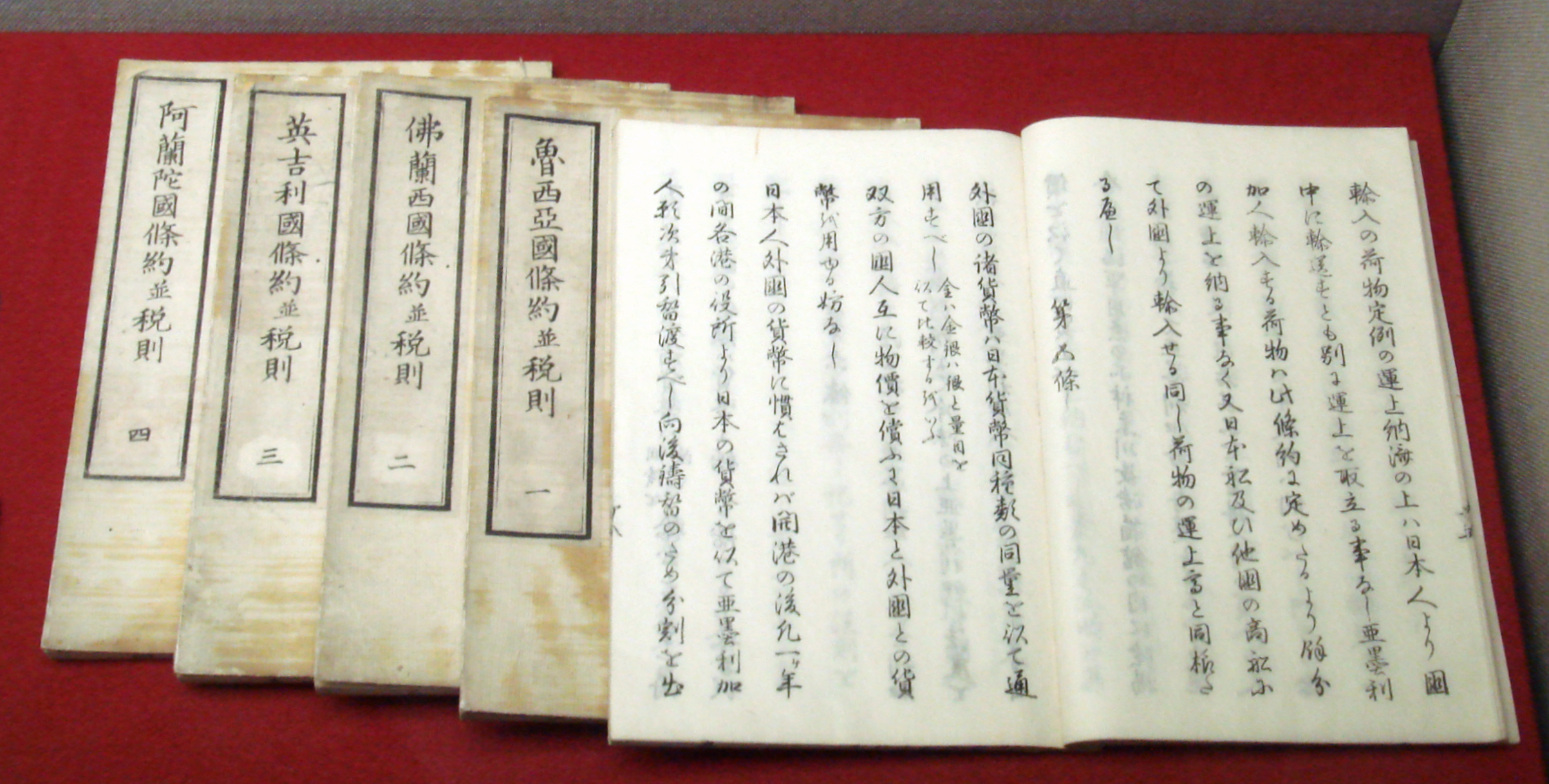
Textos de los Tratados de Amistad y Comercio entre Japón y los Países Bajos, Inglaterra, Francia, Rusia y los Estados Unidos, 1858.

Los puntos más importantes de acuerdo fueron:
- intercambio de agentes diplomáticos
- apertura de los puertos de Edo, Kobe, Nagasaki, Niigata y Yokohama para el comercio internacional
- posibilidad para los ciudadanos estadounidenses de vivir y comerciar en dichos puertos
- un sistema de extraterritorialidad que colocaba a los residentes extranjeros bajo las leyes de su país origen, en lugar de las pertenecientes al sistema judicial japonés
- impuestos bajos de importaciones y exportaciones, sujetas al control internacional
- derecho para las operaciones misioneras y la enseñanza[1]

El tratado sirvió como modelo para otros tratados similares firmados por Japón y otros países en las semanas siguientes. Estos tratados desiguales redujeron la soberanía japonesa por primera vez en su historia; lo que es más importante, revelaron la creciente debilidad japonesa, y en Occidente fueron vistos como un pretexto para la posible colonización de Japón. La recuperación de su estatus y fortaleza nacionales se convirtió en una gran prioridad para los japoneses, y las consecuencias domésticas del tratado significaron el final del control Bakufu (Shogun) y el establecimiento de un nuevo gobierno imperial.

## Intereses estadounidenses en Japón
La expedición de Perry a Japón se relacionó directamente con la noción de destino manifiesto, según el cual los estadounidenses tenían un derecho "concedido por Dios" de esparcir sus instituciones políticas y su comercio a lo largo del continente norteamericano. El papel de Japón en particular fue el de formar una base de comercio entre China y los Estados Unidos. Según el Secretario de Estado Daniel Webster, Dios ha colocado carbón para los barcos a vapor y otros productos comerciales "en las profundidades de las islas japonesas para el beneficio de la familia humana".

## Extensión de la "Crisis Perry"

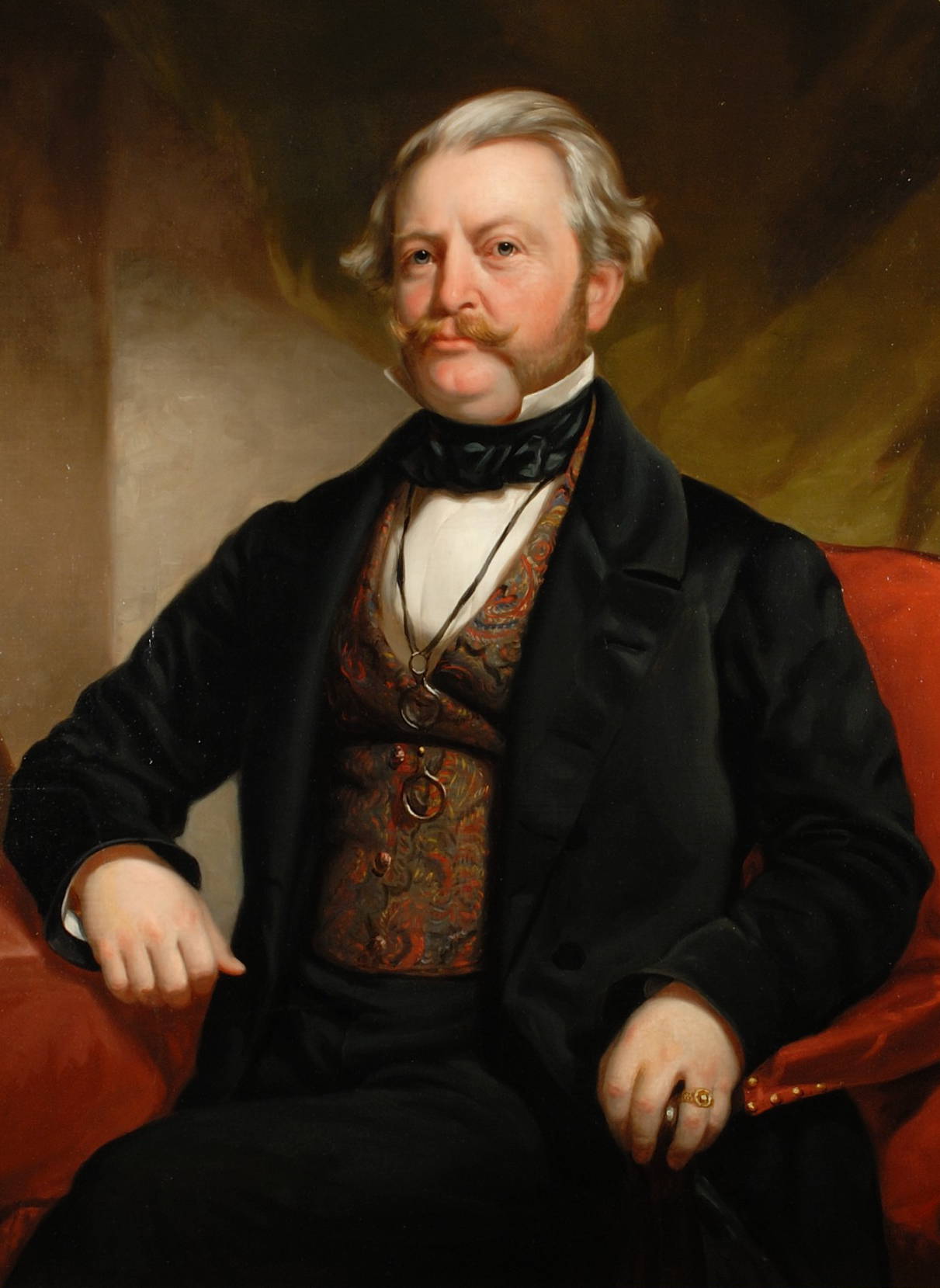
Townsend Harris negoció el "Tratado de Amistad y Comercio" (pintura de 1855 por James Bogle).

El Tratado de Kanagawa llevado a cabo por el Comodoro Perry fue un primer paso hacia una mayor extensión forzada de la influencia estadounidense en Japón. Sin embargo, lo que más problemas le causó al gobierno japonés fue la división dentro de su país entre los que apoyaban la apertura inmediata de sus puertos para el comercio con Occidente (kaikoku) y los que preferían joi ("echar al bárbaro"), que estaban a favor de preservar la cultura e influencia japonesas hasta que el país pudiese enfrentar la amenaza militar occidental. La mayoría de los japoneses conocían la subyugación del comercio chino hacia los británicos después de la guerra del Opio de 1840, pero tenían una opinión dividida sobre cómo y cuándo deberían, inevitablemente, abrir sus puertos. Ambas partes estaban de acuerdo en que el comercio debía ser manejado por los japoneses en altamar en lugar de por extranjeros que invadiesen Japón y violasen las leyes de reclusión del país. Muchos de los oficiales del gobierno que habían estado de acuerdo con el Tratado de Kanagawa intentaron hacerlo, en un esfuerzo para evitar la guerra con Estados Unidos o el Reino Unido. El resultado fue una profunda crisis doméstica; después de 1858, el Shogunato se vio atrapado entre las demandas de Occidente y sus poderosos enemigos domésticos. 
Sin embargo, los términos de Townsend Harris eran mucho más demandantes que los de Perry. Harris declaraba que las leyes de Japón eran "muy peculiares" y que sería injusto para los extranjeros vivir bajo esas leyes. El artículo tercero del tratado les otorga a los estadounidenses el derecho de comerciar y residir en Edo (Tokio) y Osaka sin estar bajo la influencia del gobierno japonés; el tratado también les permitía estar bajo jurisdicción consular en las ciudades abiertas al comercio con Estados Unidos, exportar libremente del oro y la plata japoneses, y una tarifa convencional. La entrada de extranjeros al puerto de Edo, la capital shogunal, y el establecimiento de un oficial de un gobierno extranjero en un sitio próximo al Emperador eran amenazantes, incluso para los que apoyaban públicamente la apertura al comercio con Occidente. Estas demandas en particular sacaron a la luz el plan de los estadounidenses para Japón; habría libertad de comercio, subsidios para la afluencia de los americanos (aunque no se esperaban ciudadanos japoneses en los Estados Unidos), escaso interés en temas militares y tolerancia religiosa a la tradición japonesa. Era meramente un enlace en una cadena de comercio que conectaría Norteamérica a China.
El énfasis que puso Harris para hablar sobre la inevitable derrota de la resistencia japonesa en manos de los británicos y los franceses fue suficiente para convencer a varios de los miembros kaikoku del gobierno para que aceptaran las condiciones de Estados Unidos, sin importar cuán poco favorables fueran. El recuerdo de la enorme derrota de China estaba demasiado latente como para ser ignorado.

## Esfuerzo fallido

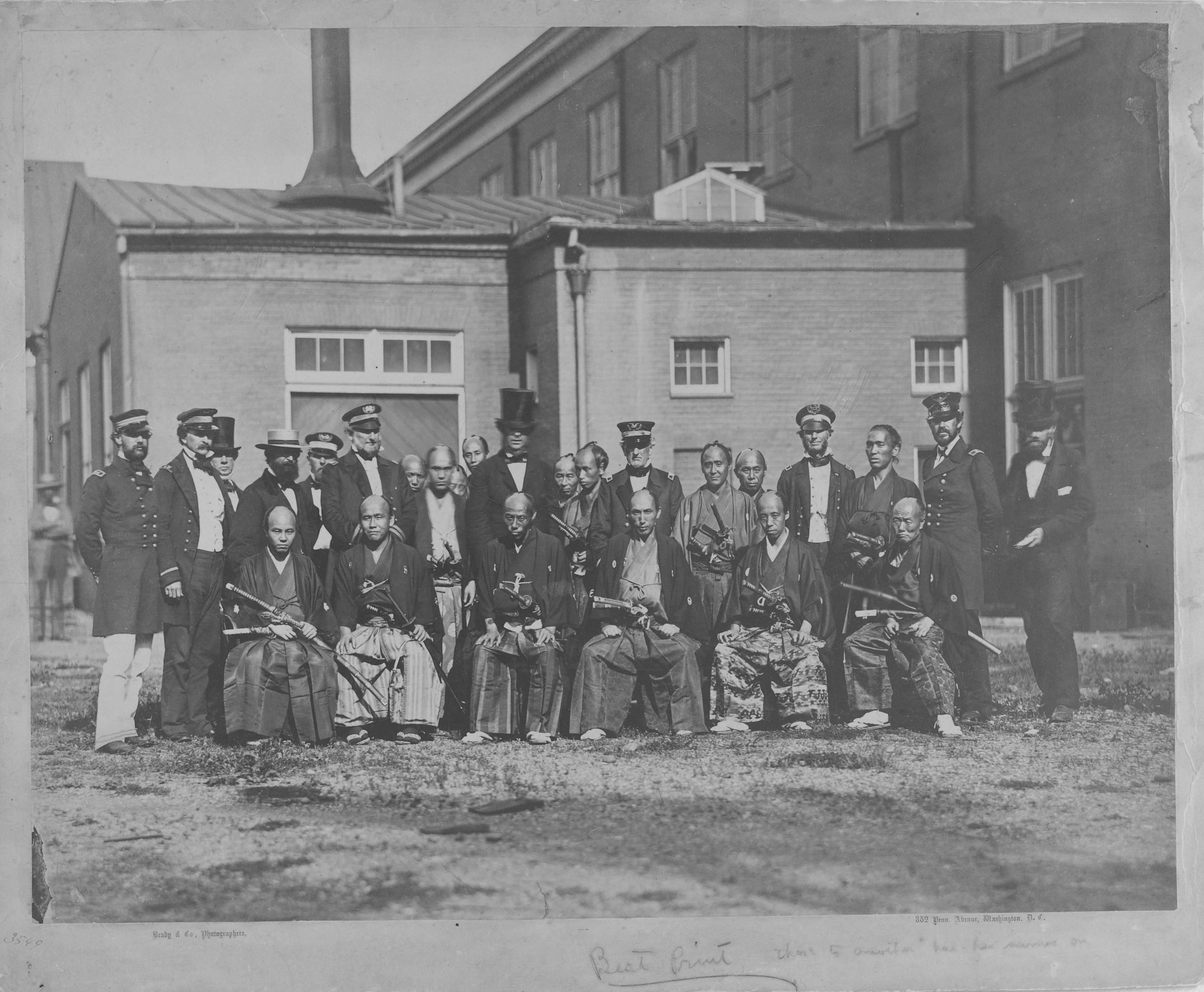
Misión japonesa en Estados Unidos en 1860, fotografiada por Mathew Brady.

Después de haber aceptado a regañadientes el tratado Harris, Japón firmó rápidamente tratados similares, conocidos como Tratados Ansei, con Rusia, Francia, Gran Bretaña y los Países Bajos. Este proceso se aceleró por el estallido de la segunda guerra del Opio en 1858, en la cual nuevamente los británicos y los franceses derrotaron ampliamente a los chinos. Harris también sugirió que Japón firmase "tratados honorables" antes de que la flota aliada anglo-francesa partiese rumbo a Japón y los obligara a firmar "tratados desiguales". Sin embargo, el contenido de esos tratados no difirió en sus puntos más esenciales del Tratado Tientsin de 1858 entre China y Gran Bretaña, uno de los tratados desiguales más prominentes de la historia de las relaciones entre Oriente y Occidente.

## Ratificación

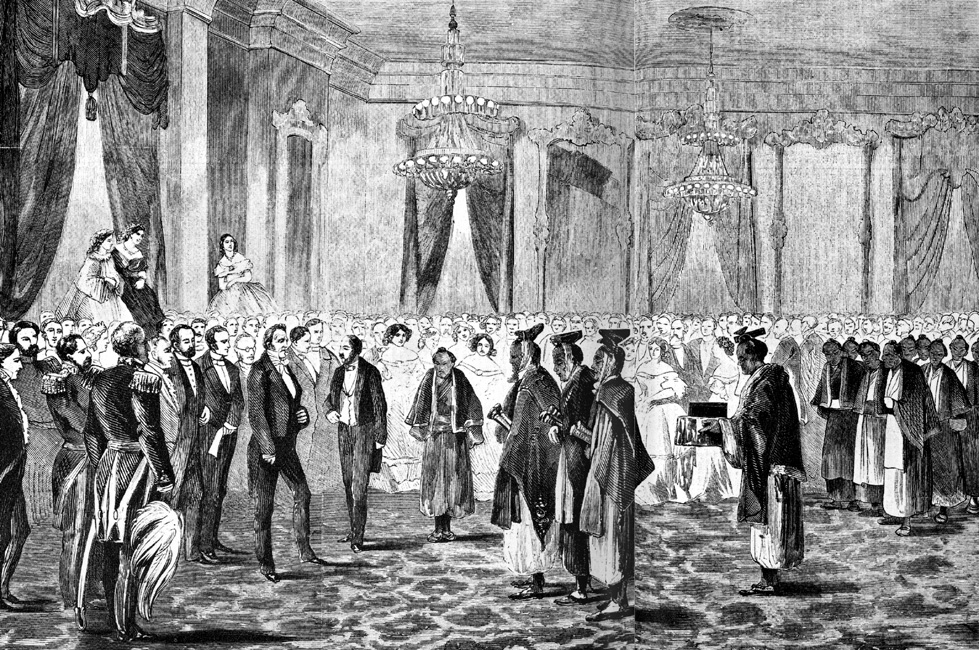
El Presidente Buchanan da la bienvenida a la delegación japonesa en la Casa Blanca, durante la gala de celebración del Tratado de Amistad y Comercio.

El tratado fue ratificado durante la visita del primer Embajador de Japón en Estados Unidos en 1860. La nueva relación con los Estados Unidos fue señalada como uno de los factores que causaron el asesinato de Ii Naosuke.